# Hydrophyllum
- Commons
- Wikispecies

Hydrophyllum L. é um gênero botânico pertencente à família Hydrophyllaceae.

## Sinonímia
- Decemium Raf.

## Espécies
- Hydrophyllum acerifolium
- Hydrophyllum albifrons
- Hydrophyllum aldea
- Hydrophyllum alpestre
- Lista completa

## Classificação do gênero
| Sistema | Classificação                      | Referência               |
| ------- | ---------------------------------- | ------------------------ |
| Linné   | Classe Pentandria, ordem Monogynia | Species plantarum (1753) |